# Кокс, Чарли
Ча́рли То́мас Кокс (англ. Charlie Thomas Cox; род. 15 декабря 1982, Вестминстер, Лондон, Англия, Великобритания) — британский театральный и киноактёр, наиболее известный ролью Мэтта Мёрдока / Сорвиголовы в проектах Кинематографической вселенной Marvel в том числе в сериалах «Сорвиголова» (2015—2018) и «Сорвиголова: Рождённый заново» (2025 — наст. время), а также ролями в фильме «Звёздная пыль» (2007) и телесериале «Подпольная империя».

## Биография
Чарли Томас Кокс является младшим из пятерых детей в семье. Он родился в Лондоне, но вырос в Восточном Суссексе. Его родители — Патрисия (Триша) Харли и издатель Эндрю Фредерик Сиворт Кокс. У него есть брат Тоби (род. 1974) и сёстры и брат от первого брака отца: Эмма, Зоуи и Оливер.
Кокс был воспитан в Римско-католической церкви и учился в независимых школах в Восточном Суссексе и Дорсете. Позднее он окончил театральную школу «Олд Вик» в Бристоле.

## Личная жизнь
С 2018 года Кокс женат на продюсере Саманте Томас. У них есть дочь Элси, родившаяся в октябре 2016 года и второй ребёнок, родившийся в 2020 году. Семья проживает в Коннектикуте.

## Фильмография
| Год          |     | Русское название                    | Оригинальное название                 | Роль                      |
| ------------ | --- | ----------------------------------- | ------------------------------------- | ------------------------- |
| 2002         | с   | Судья Джон Дид                      | Judge John Deed                       | молодой викарий           |
| 2003         | ф   | Точки над i                         | dot the i                             | Тео                       |
| 2004         | ф   | Венецианский купец                  | The Merchant of Venice                | Лоренцо                   |
| 2005         | ф   | Успей сделать это до 30             | Things to Do Before You’re 30         | Дэнни                     |
| 2006         | ф   | Казанова                            | Casanova                              | Джованни Бруни            |
| 2006         | тф  | Инспектор Льюис                     | Lewis'                                | Дэнни Гриффон             |
| 2006         | тф  | Для Андромеды                       | A for Andromeda                       | Деннис Бриджер            |
| 2006         | ф   | Византийская принцесса              | Tirant lo Blanc                       | Диафеб                    |
| 2007         | ф   | Звёздная пыль                       | Stardust                              | Тристан Торн              |
| 2008         | кор | Гарри, Генри и проститутка          | Harry, Henry and the Prostitute       | Гарри                     |
| 2008         | ф   | Камень судьбы                       | Stone of Destiny                      | Ян Гамильтон              |
| 2009         | кор |                                     | Big Guy                               | Чак                       |
| 2009         | кор | Совершенный                         | Perfect                               | Пол                       |
| 2009         | ф   | 1939                                | Glorious 39                           | Лоуренс                   |
| 2010         | с   | Аббатство Даунтон                   | Downton Abbey                         | герцог Кроуборо           |
| 2011         | ф   | Там обитают драконы                 | There Be Dragons                      | Хосемария Эскрива         |
| 2011         | тф  | Моби Дик                            | Moby Dick                             | Измаил                    |
| 2011         | кор | Нэнси, Сид и Серджио                | Nancy, Sid and Sergio                 | Серджио                   |
| 2011—2012    | с   | Подпольная империя                  | Boardwalk Empire                      | Оуэн Слейтер              |
| 2012         | кор | Солнечное утро                      | A Sunny Morning                       | Адам                      |
| 2013         | ф   | Привет, Картер                      | Hello Carter                          | Картер                    |
| 2013         | тф  | Наследство                          | Legacy                                | Чарльз Торогуд            |
| 2014         | ф   | Вселенная Стивена Хокинга           | The Theory of Everything              | Джонатан Джонс            |
| 2015—2018    | с   | Сорвиголова                         | Daredevil                             | Мэтт Мёрдок / Сорвиголова |
| 2016         | ф   | Натуральные упыри                   | Eat Local                             | Генри                     |
| 2017         | с   | Защитники                           | The Defenders                         | Мэтт Мёрдок / Сорвиголова |
| 2018         | ф   | Король воров                        | King of Thieves                       | Бэзил                     |
| 2021         | с   | Родня                               | Kin                                   | Майкл Кинселла            |
| 2021         | ф   | Человек-паук: Нет пути домой        | Spider-Man: No Way Home               | Мэтт Мёрдок               |
| 2022         | с   | Женщина-Халк: Адвокат               | She-Hulk: Attorney at Law             | Мэтт Мёрдок / Сорвиголова |
| 2022         | с   | Госизмена                           | Treason                               | Адам                      |
| 2024         | с   | Эхо                                 | Echo                                  | Мэтт Мёрдок / Сорвиголова |
| 2024         | мс  | Ваш дружелюбный сосед Человек-паук  | Your Friendly Neighborhood Spider-Man | Мэтт Мёрдок / Сорвиголова |
| 2025 — н. в. | с   | Сорвиголова: Рождённый заново       | Daredevil: Born Again                 | Мэтт Мёрдок / Сорвиголова |
| 2026         | ф   | Человек-паук: Совершенно новый день | Spider-Man: Brand New Day             | Мэтт Мёрдок / Сорвиголова |

### Компьютерные игры
| Год  |    | Русское название            | Оригинальное название | Роль   |
| ---- | -- | --------------------------- | --------------------- | ------ |
| 2025 | ки | Clair Obscur: Expedition 33 | —                     | Гюстав |

## Награды и номинации

### Награды
- 2011 — Премия Screen Actors Guild Award for Outstanding Performance by an Ensemble in a Drama Series за роль в сериале Подпольная империя
- 2015 — Ежегодная премия имени Хелен Келлер от Американского фонда поддержки слепых (AFB) за роль слепого адвоката Мэттью Мёрдока в сериале Сорвиголова[12]

### Номинации
- 2012 — Премия Screen Actors Guild Award for Outstanding Performance by an Ensemble in a Drama Series за роль в сериале Подпольная империя
- 2014 — Премия Outstanding Performance by a Cast in a Motion Picture за роль в фильме Вселенная Стивена Хокинга
- 2015 — Премия IGN в номинации Best TV Hero за главную роль в сериале Сорвиголова
- 2016 — Премия Сатурн в номинации Best Actor on Television за главную роль в сериале Сорвиголова
- 2017 — Премия Сатурн в номинации Best Actor on Television за главную роль в сериале Сорвиголова